# Xavier Le Pichon
Pour les articles homonymes, voir Pichon.
Xavier Le Pichon, né le 18 juin 1937 à Quy Nhơn, dans le protectorat français d'Annam (aujourd'hui Viêt Nam) et mort le 22 mars 2025 à Sisteron (Alpes-de-Haute-Provence), est un géophysicien et géodynamicien français. Il est l'un des premiers scientifiques à définir la tectonique des plaques, base des géosciences modernes, dont il propose un modèle quantitatif en 1968. Au cours des années 1970 et 1980, il est également un pionnier de l'exploration des grands fonds océaniques et participe à la création du CNEXO, futur Ifremer.
Au cours de sa carrière, il enseigne à l'université Pierre-et-Marie-Curie, à l'École normale supérieure de Paris, avant de devenir titulaire de la chaire de géodynamique au Collège de France de 1986 à 2008.
Fervent catholique, Xavier Le Pichon compte parmi les inspirateurs de la communauté de l'Emmanuel et est particulièrement engagé auprès des personnes handicapées mentales. Il devient, en 1995, le président-fondateur de l'association des Amis de la cité de Dieu (devenue l'ADSPEM), puis membre de l'Académie catholique de France à sa fondation en 2008.

## Biographie

### Jeunesse et études
Xavier Le Pichon nait le 18 juin 1937 au Vietnam, alors protectorat français d'Annam. Ses parents s'occupent d'une plantation d'hévéa. Durant la Seconde Guerre mondiale, le Japon envahit la région et la famille est internée dans un camp de concentration, ce qui le marque profondément.
En 1946, toute la famille revient en France métropolitaine.
Adolescent, il étudie à l'Institut Saint-Paul de Cherbourg, puis au lycée privé Sainte-Geneviève de Versailles. En 1959, il obtient une licence de physique à l'université de Caen et, en 1960, le diplôme d'ingénieur de l'Institut de physique du globe de Strasbourg.

### Carrière académique

« Tapis roulant » de Hess et Vine : expansion du plancher océanique et anomalies magnétiques.

#### Pionnier de la tectonique des plaques
En 1963, il devient assistant de recherche à l'observatoire Lamont-Doherty, à l'université Columbia de New York et se retrouve ainsi exposé aux toutes dernières idées scientifiques en géologie et océanographie à une époque où l'on commence tout juste à découvrir l'existence de volcans sous-marins et de fosses océaniques. Trois ans plus tard, en 1966, il soutient sa thèse de doctorat à l'université de Strasbourg, sous la direction de Jean-Pierre Rothé, sur l'« étude géophysique de la dorsale médio-atlantique », concluant à l'impossibilité d'un modèle dynamique. Mais l'année suivante, les résultats obtenus par le géophysicien britannique Frederick Vine sur les profils magnétiques de la dorsale de l'océan Pacifique lui font comprendre son erreur ; il adhère alors au modèle du « tapis roulant » proposé par Harry Hess en 1962.
L'autre rencontre capitale est celle de Jason Morgan, un physicien théorique s'intéressant aux problématiques en sciences de la Terre. Il s'intéresse à la géométrie sphérique et notamment aux pôles eulériens. Son talent est d'avoir une approche globale et transverse des problèmes traités. Il intègre toutes les données géologiques et géophysiques dont il dispose et applique les outils mathématiques de Morgan à l'idée de plaques rigides se déplaçant à la surface de la Terre.

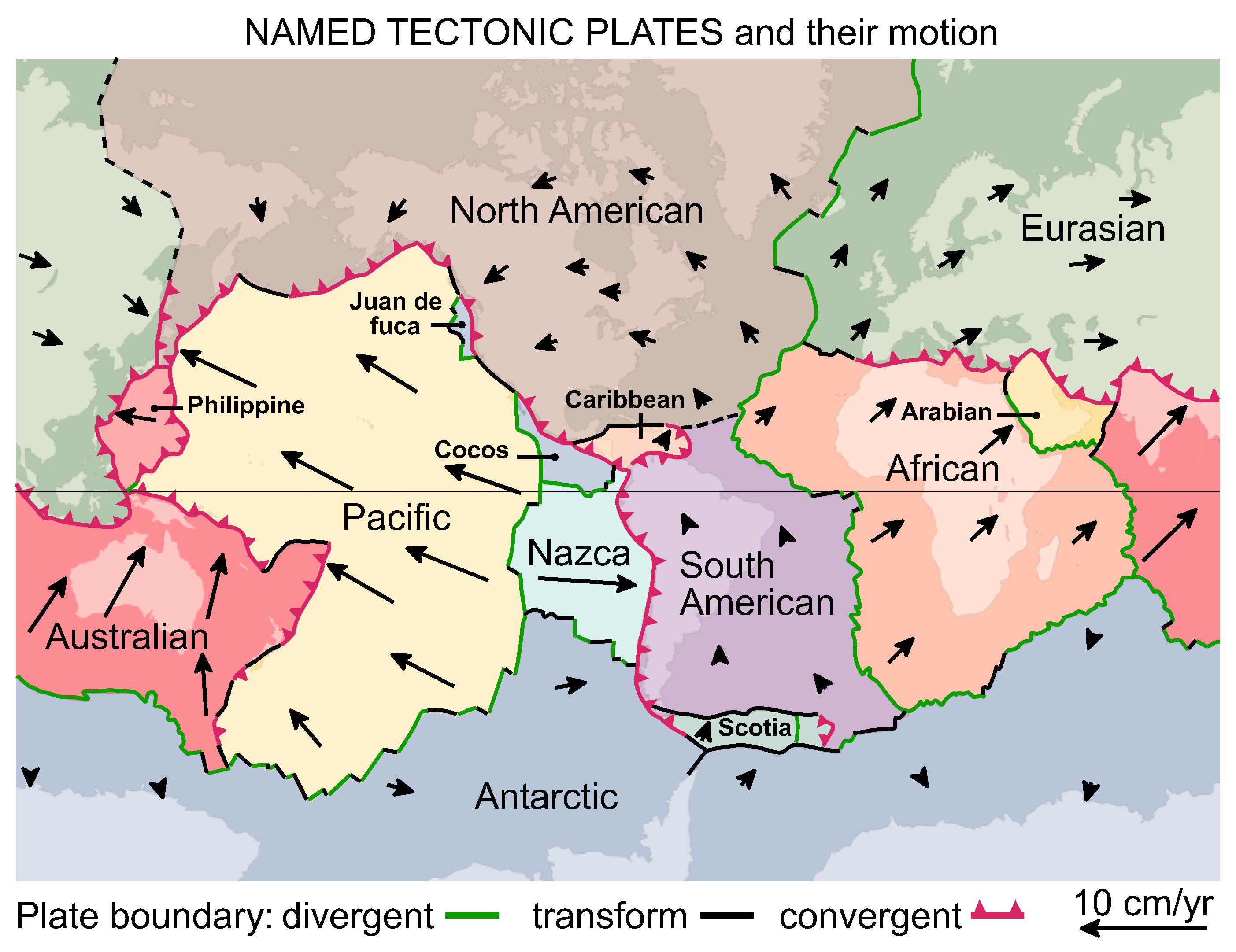
Principales plaques tectoniques et leurs déplacements.

Xavier Le Pichon devient célèbre pour sa proposition du premier modèle quantitatif de la tectonique des plaques en 1968. Ce modèle, fondé sur les travaux de Dan Peter McKenzie et Robert L. Parker l'année précédente, est composé de six plaques et montre leurs déplacements relatifs depuis le Crétacé (120 millions d'années) et donc leur vitesse. Pour illustrer ce modèle, il fait appel au cartographe Tanguy de Rémur avec qui il dessine la première carte des plaques tectoniques terrestres. En quelques années, la compréhension de la répartition des séismes, de la formation des chaînes de montagne et de l'histoire des continents se voit révolutionnée.
En 1973, il publie, avec Jean Bonnin et Jean Francheteau, Plate Tectonics, qui reste durant plusieurs décennies un ouvrage de référence dans le domaine,.

#### Géosciences marines

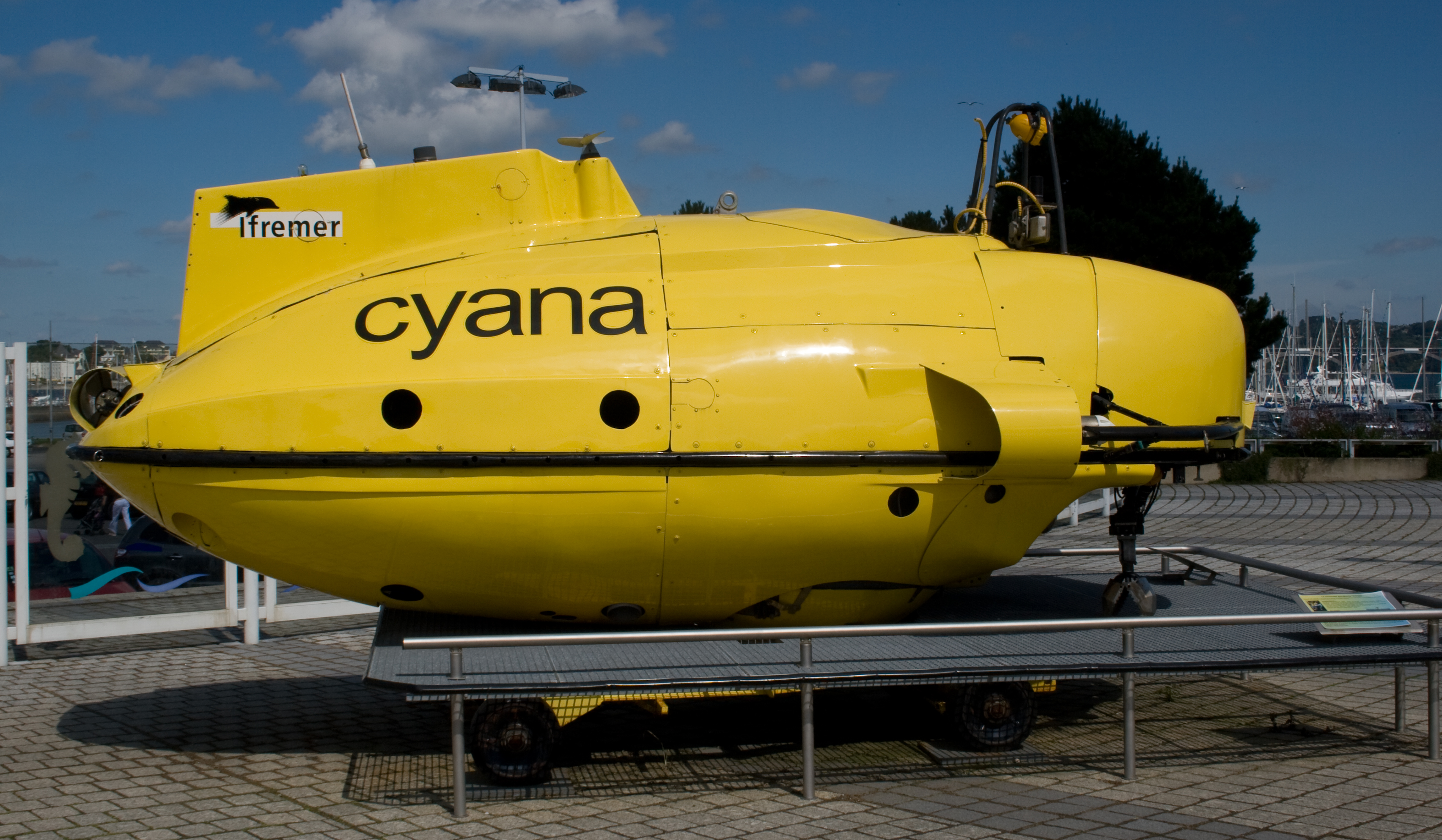
Le Cyana, le submersible du CNEXO participant à l'expédition FAMOUS.

De retour en France, il est contacté par Yves La Prairie, directeur général du CNEXO (ancêtre de l'Ifremer), tout juste créé. Le Pichon en devient conseiller scientifique (1968-1969), puis chef du département scientifique à Brest (1969-1973), et enfin conseiller scientifique auprès du Président du CNEXO, à Paris (1973-1978). En 1973-1974, il codirige avec Jim Heirtzler et Bob Ballard, et participe à la campagne océanographique franco-américaine FAMOUS dont le but est d'explorer en bathyscaphe la dorsale médio-atlantique. C'est la première expédition scientifique amenant des humains dans les grands fonds marins. Les résultats confirment la nouvelle théorie de la tectonique des plaques et permettent de découvrir l'existence des sources hydrothermales océaniques. Par la suite, Le Pichon participe à de nombreuses autres campagnes, dont le programme franco-japonais KAIKO ou la campagne HEAT au large de la Grèce,  permettant ainsi d'établir la France comme acteur de premier plan dans la recherche océanographique mondiale.
Vers la fin de sa carrière, il s'intéresse à l'histoire tectonique de la Méditerranée, au risque sismique, et il entrevoit les possibilités du nouvel outil qu'est le GPS pour identifier les mouvements des plaques tectoniques, anticipant ainsi le développement de la géodésie satellitaire.

### Postes universitaires
En 1978, il devient professeur à l'université Pierre-et-Marie-Curie de Paris et, en 1984, il est nommé directeur du département de géologie de l'École normale supérieure.
De 1986 à 2008, il occupe la chaire de géodynamique au Collège de France, puis est professeur émérite de 2009 à sa mort.

### Décès
Xavier Le Pichon meurt le 22 mars 2025, à l'âge de 87 ans, à Sisteron,. Les obsèques ont lieu le 26 mars à la cathédrale Notre-Dame-des-Pommiers de Sisteron. Des journaux du monde entier lui rendent hommage,.

### Vie privée
Marié à Brigitte Barthélemy avec qui il a six enfants, ils ont quatorze petits-enfants.

### Décorations
- Officier de l'ordre national du Mérite (1990) puis  Commandeur de l'ordre national du Mérite (2001)[15]
- Chevalier de la Légion d'honneur (1985) puis  Officier de la Légion d'honneur (2007)[16]

## Engagement catholique
En parallèle de son activité de chercheur, Xavier le Pichon, fervent catholique, mène une intense activité associative pour soutenir les handicapés mentaux. En 1972, il raconte l'expérience du renouveau charismatique américain à un groupe de prière autour de Pierre Goursat et Martine Laffitte qui donne naissance à la communauté de l'Emmanuel.
En 1973, victime de ce qu'il définit lui-même comme une crise existentielle, il passe plusieurs mois auprès de Mère Teresa, à Calcutta, en Inde. À partir de 1976, il vit avec sa famille dans un foyer d'accueil de la communauté de L'Arche qui s'occupe de personnes handicapées.
Il préside depuis 1995 l'association Les Amis de la cité de Dieu, devenue en 2000 l'ADSPEM, qui a été créée, avec le soutien de Jean Vanier et du cardinal et primat de Belgique Godfried Danneels sur le domaine de la Pène (acquis en 1989 à l'initiative du père Thomas Philippe) et du père ermite Patrick Meaney. Situé entre Saint-Geniez et Châteaufort, où sont implantées deux communauté contemplatives de la Communauté Saint-Jean, le domaine de la Pène est depuis 2012 la propriété du diocèse de Toulon,.
Xavier Le Pichon est membre de l'Académie catholique de France depuis sa fondation en 2008.

## Distinctions
(Sélection)

### Prix
- Médaille d'argent du CNRS en 1973
- Médaille Maurice Ewing en 1984, décernée par l'Union américaine de géophysique
- Prix du Japon en 1990[25]
- Médaille Wollaston de la Société géologique de Londres en 1991
- Prix Balzan en 2002[8]

### Honneurs
- Membre de l'Académie des sciences en 1985[2]
- Membre associé de l'Académie nationale des sciences des États-Unis en 1995[2]

## Principaux ouvrages
- avec J. Francheteau et J. Bonnin, Plate Tectonics, Elsevier, 1973, 300 p.
- avec G. Pautot, Le fond des océans, PUF, coll. « Que sais-je ? », 1976, 128 p.
- avec C. Riffaud, Expédition Famous, à 3 000 m sous l'Atlantique, Albin Michel, 1976, 300 p.
- Kaiko, voyage aux extrémités de la mer, éditions Odile Jacob-Le Seuil, 1986, 255 p.
- Aux racines de l'homme : de la mort à l'amour, Presses de la Renaissance, 1997, 300 p.
- avec Tang Yi Jie, La mort, Desclée de Brouwer, 1999, 154 p.
- Communication et communion, L'Arche-La Ferme, 1998, 133 p.

#### Bases de données et dictionnaires
- Site officiel
- Ressources relatives à la recherche :   - Academia Europaea
  - Académie nationale des sciences
  - Canal-U
  - Collège de France
  - Diffusion des savoirs de l'École normale supérieure
  - Fichier central des thèses
  - ResearchGate
- Ressource relative à l'audiovisuel :   - IMDb
- Notices dans des dictionnaires ou encyclopédies généralistes :   - Britannica
  - Internetowa encyklopedia PWN
  - Nationalencyklopedin
  - Who's Who in France
- Notices d'autorité :   - VIAF
  - ISNI
  - BnF (données)
  - IdRef
  - LCCN
  - GND
  - Italie
  - Japon
  - CiNii
  - Espagne
  - Belgique
  - Pays-Bas
  - Israël
  - NUKAT
  - Australie
  - Norvège
  - Croatie
  - Tchéquie
  - WorldCat